# Неманская низменность
Неманская низменность (бел. Нёманская нізіна) — низменность на западе Беларуси и в Литве в долине реки Неман.
Низменность в с запада на восток тянется на 160 км, ширина в с севера на юг — 20-55 км. Высота над уровнем моря — 80-160 м. Площадь низменности около 8,3 тыс. км². Низменность окружена возвышенностями — Минской, Новогрудской, Волковысской, Гродненской и Ошмянской, а также Копыльской грядой. На территории протекает множество рек, крупнейшие — Березина, Сервач, Щара, Свислочь, Рось. Встречаются небольшие озёра от ледникового периода. Около 35 % низменности занимают леса (сосновые, еловые, смешанные, реже — дубравы).
Место, где Неман пересекает границу с Литвой — самая низкая точка Беларуси (80 м).

## Замечание
Неманскую низменность в среднем течении р. Неман не стоит путать с Нижненеманской низменностью, занимающей низовья Немана и его дельту.